# Bibelche

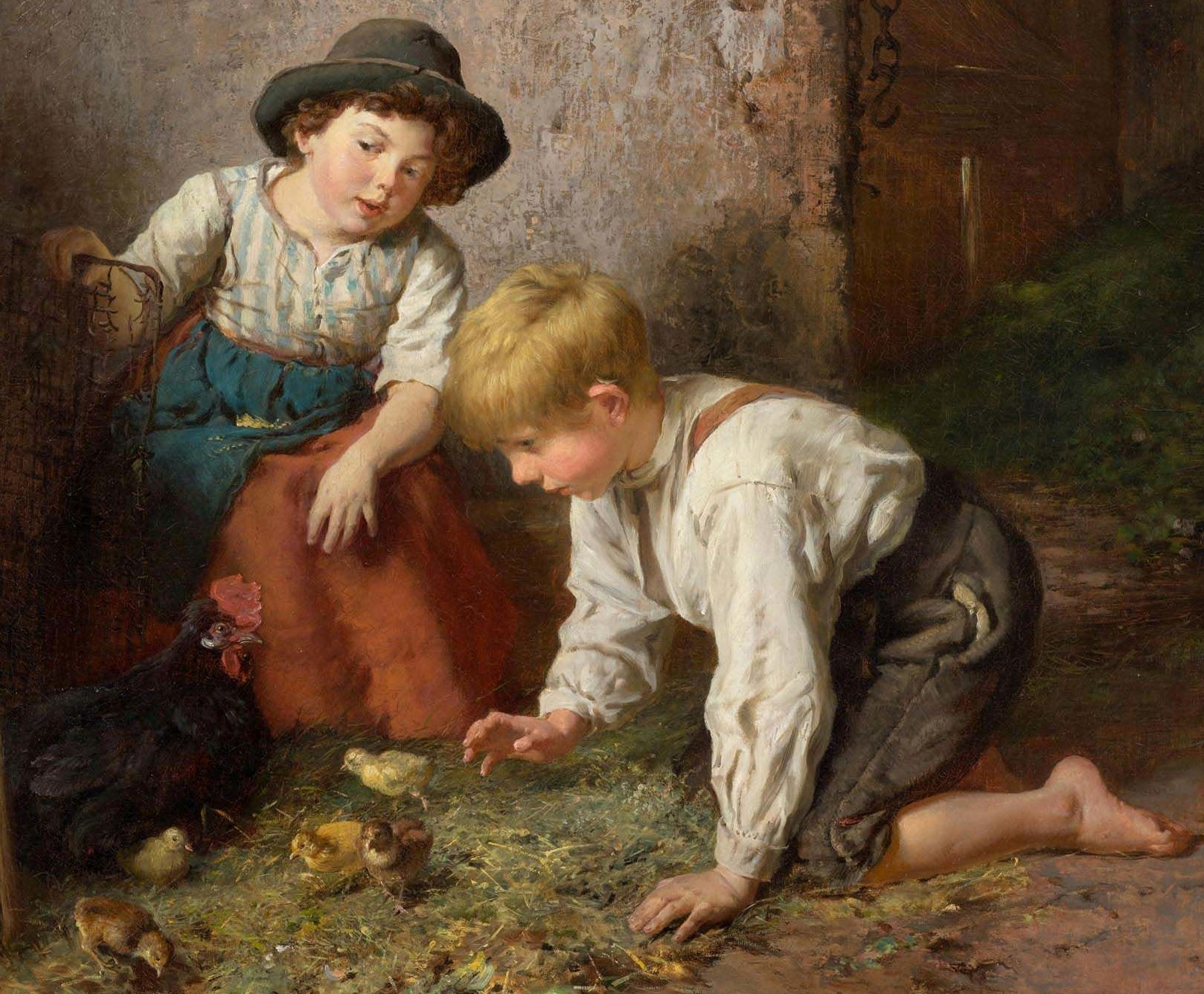
„Komm, Bibib!“

Das Wort Bibelche, Biber, Biberlein oder Bibi bezeichnet in einigen deutschen Mundarten ein Kinderwort für Küken oder einen Kosenamen für Hühner.

## Wortherkunft
Das Wort Bibelche ist eine Verkleinerungsform von „Bib“ oder „Bibi“, einem lautmalerischen Kinderwort für Küken, das dem Pieplaut der Küken nachgebildet ist. Kinder rufen mit dem Lockruf „komm, Bibib“ nach einem Küken. Das Wort Bibelche kommt in alemannischen, pfälzischen und fränkischen Mundarten vor.
Das Wort „Bib“ ist mit „piep“, einem lautmalerischen Wort für die Lautäußerungen der Vögel verwandt, desgleichen mit den Wörtern Pfeife und pfeifen.
Die Schreibweise des Wortes Bibelche und seiner Ableitungen kann vielfach variieren, zum Beispiel Bibbelche, Biebelche, Biebele.

## Verwendung
Das Wort Bibelche und seine Ableitungen wird in verschiedenen zusammengesetzten Wörtern verwendet.

### Bibeleskäs
Im Alemannischen wird Quark als Bibeleskäs bezeichnet, da früher Bibele mit Molke gefüttert worden sein sollen.

### Tannenzapfen / Kiefernzapfen
Als Kinderspielzeug erhielten Tannen- oder Kiefernzapfen oftmals Kosenamen und Tierbezeichnungen aus der Kindersprache, unter anderem wurden sie als Bibelche bezeichnet. Im unterfränkischen Partenstein spielen die Kinder mit Dannebibern („Tannenküken“).

### Bibelschesbohnensuppe
Die Bibelschesbohnensuppe ist eine Suppe aus kaffeelöffelgroß geschnippelten grünen Bohnen. Den Namen verdankt sie den Bohnenschnippeln, die wegen ihrer Kleinheit an Bibelchen erinnern. Sie wird auch Schnippelchesbohnensuppe oder Löffelchesbohnensuppe genannt.